# Ali Naghiyev
Ali Naghi oglu Naghiyev (azeri: Əli Nağı oğlu Nağıyev) est un homme d'État azerbaïdjanais, chef du service de sécurité de la République d'Azerbaïdjan, ancien vice-ministre de la sécurité nationale de l'Azerbaïdjan. Lieutenant général.

## Biographie

### Jeunesse
Ali Naghiyev est né le 8 novembre 1958 dans la région de Babek de la République autonome de Nakhitchevan. En 1981, il est diplômé de l'Institut pédagogique d'Azerbaïdjan (aujourd'hui Université pédagogique d'État d'Azerbaïdjan). Il commence son activité professionnelle en 1975.
Il termine les cours supérieurs du KGB de l'URSS en 1986 et occupe des postes importants dans les unités opérationnelles du KGB de la RSS d'Azerbaïdjan et au ministère de la Sécurité nationale de la République d'Azerbaïdjan.

### Parcours professionnel
De 2000 à 2004, il est chef adjoint du département du contre-espionnage du ministère de la Sécurité nationale de la République d'Azerbaïdjan. De 2004 à 2005, chef de la direction principale de lutte contre la criminalité organisée transnationale.
Le 16 mars 2005, Ali Nagiyev est nommé premier vice-ministre de la sécurité nationale par arrêté du président de la République d'Azerbaïdjan.
Le 26 mars 2006, Ali Nagiyev reçoit le plus haut grade militaire de général de division.
Le 12 mai 2011, par ordre du président de la République d'Azerbaïdjan, Ali Nagiyev est nommé chef adjoint de la direction principale de lutte contre la corruption du bureau du procureur général d'Azerbaïdjan.
Le 5 août 2014, Ali Nagiyev reçoit le titre spécial le plus élevé de conseiller d'État à la justice de la classe III.
Le 20 juin 2019, Ali Nagiyev est nommé chef du service de sécurité de l'État de la République d'Azerbaïdjan.
Le 27 juin 2019, le chef du service de sécurité de l'État de la République d'Azerbaïdjan Ali Nagiyev reçoit le plus haut grade militaire de lieutenant-général.

## Décoration
- Par le décret du Président de la République d'Azerbaïdjan n ° 670 du 27 mars 2002, Ali Nagiyev obtient l'Ordre de la bannière azerbaïdjanaise pour son professionnalisme et son courage.
- En 2005, Ali Nagiyev reçoit la médaille «Pour le courage».
- Par ordre du Président de la République d'Azerbaïdjan n ° 514 du 28 septembre 2018, Ali Nagiyev reçoit l'ordre "Pour le Service de la Patrie", 3e degré
- Le 27 mars 2020  Il est honoré de l'ordre «Pour le service de la patrie» du 1er degré.